# Nyame
Nyame (ou Nyankopon) est le dieu suprême de l'Akom, la religion traditionnelle du peuple Akan du Ghana. Il est le dieu créateur, ominiscient et omnipotent.

## Fonctions
Nyame est le dieu omniscient et omnipotent des Akan. Il est dépeint comme un dieu bienveillant quoique éloigné et distant, similaire à d'autres figures de « dieu créateur » dans les religions traditionnelles africaines, tels Nyambe, déité des Bassa du Cameroun, Amma, du panthéon Dogon, Mawu chez les Éwé, Olorun chez les Yoruba et Mulungu, de la région des Grands Lacs...
À l'origine, Nyame est un « serpent ancestral » mâle, accompagné d'un « serpent ancestral » femelle, Ngame. C'est sous l'influence de l'Islam puis du christianisme que Nyame est dépeint progressivement comme ressemblant au dieu monothéiste des musulmans et des chrétiens. À l'origine, Nyame et Ngame sont d'égale importance mais, progressivement, à l'époque coloniale, le « rang » masculin tend à l'emporter sur son pendant féminin, devenu Asase Ya. Elle est donc parfois décrite comme l'épouse de Nyame.

## Nyame et Anansi
Anansi l'araignée, mi-dieu, mi-humain est une autre figure associée à Nyame ; c'est le héros principal des contes d'Afrique de l'Ouest.
On raconte qu'il est chargé par Nyame de vaincre Onini, le python, puis Osebo, le léopard, et enfin Mboro, le frelon, qui accablaient le peuple Akan. C'est donc un intermédiaire entre Dieu et les humains et une figure morale.